# Union italienne du travail
Pour les articles homonymes, voir Uil.
L'Unione Italiana del Lavoro (UIL - Union italienne du travail) est un syndicat italien fondé en 1950. L'UIL est affiliée à la Confédération européenne des syndicats et à la Confédération syndicale internationale.
À ne pas confondre avec le syndicat homonyme qui exista de 1918 à 1925.

## Historique
Au sortir de la période fasciste pendant laquelle seuls les syndicats uniques corporatifs existaient, est née en juin 1944 la Confédération générale italienne du travail (Cgil unitaire) prenant la suite de l'ancienne Confederazione Generale del Lavoro (CGdL) d'avant le fascisme. Les tensions politiques sur fond de guerre froide entre les partis politiques fondateurs de la nouvelle démocratie italienne, communistes, chrétiens-démocrates et socialistes, ont amené des divergences de vues sur la conduite de l’action syndicale et ont conduit à deux scissions. La première à partir de juillet 1948 avec la création par l’aile chrétienne-démocrate de la CISL, puis la seconde qui créera l'UIL en 1950 avec une aile emmenée par les socialistes et démocrates se réclamant de l'héritage réformateur du dirigeant syndical Bruno Buozzi (assassiné par les nazis en 1944). Malgré les difficultés, la jeune union syndicale comptera environ 400 000 adhérents à la fin de l'année 1950. En 2011, l'UIL revendiquait 2 196 442
adhérents.

## Organisation
Les conventions nationales (congrès) de l'UIL ont lieu tous les 4 ans. La convention de Rome, en juin 2006, a réélu Luigi Angeletti (it), en poste depuis 2000, comme secrétaire général.
Le 18e congrès national de l'UIL s'est tenu à Rome du 13 au 15 juin 2022. Il a réélu Pierpaolo Bombardieri (it) comme secrétaire général à la suite de Carmelo Barbagallo (it) qui avait occupé le poste de 2014 à 2020.

## Secrétaires généraux
| 1953-1969 | Italo Viglianesi (it)                                          |
| 1969-1971 | Lino Ravecca (it), Ruggero Ravenna (it) et Raffaele Vanni (it) |
| 1971-1976 | Raffaele Vanni (it)                                            |
| 1976-1992 | Giorgio Benvenuto (it)                                         |
| 1992-2000 | Pietro Larizza (it)                                            |
| 2000-2014 | Luigi Angeletti (it)                                           |
| 2014-2020 | Carmelo Barbagallo (it)                                        |
| 2020 -    | Pierpaolo Bombardieri (it)                                     |